# 安田矩明
安田矩明（日语：／ Yasuda Noriaki，1935年12月11日—2004年4月16日），日本男子撑杆跳高运动员、教练员、新闻记者。他曾获得1958年亚洲运动会男子撑杆跳高金牌。他也参加了1960年夏季奥运会。

## 外部連結
- 安田矩明在国际奥林匹克委员会的资料